# 나디아퍼시픽
나디아 퍼시픽은  봉제의복 제조업을 하는 대한민국의 기업으로 태평양물산의 계열사이다.
 휠라·데상트·신세계인터내셔날 등에 의류 주문자상표부착생산(OEM)으로 납품한다
 태평양물산이 나디아퍼시픽의 주식 325만주(26%)를 168억원에 인수한 바 있다

## 같이 보기
- 태평양물산
- 주문자상표부착생산

## 참고문헌
1. ↑  태평양물산 계열 나디아퍼시픽, 내년 초 코스닥행
2. ↑  김민석, 휠라·데상트 만드는 나디아퍼시픽, 코스닥 노크, 서울경제, 2019.10.25
3. ↑  장효원, 태평양물산, 나디아퍼시픽 상장 연기로 FI 지분 인수, 아시아경제,  2021.08.25